# میروسلاو ساویچ
میروسلاو ساویچ (صربی: Miroslav Savić؛ زادهٔ ۲۰ آوریل ۱۹۷۳) بازیکن فوتبال اهل صربستان بود.
از باشگاه‌هایی که در آن بازی کرده‌است می‌توان به باشگاه فوتبال آریس سالونیک، باشگاه فوتبال بوراتس بانیا لوکا، باشگاه فوتبال خزر لنکران، باشگاه فوتبال لفسکی صوفیه و باشگاه فوتبال ویلش ماسال‌لی اشاره کرد.
وی همچنین در تیم ملی فوتبال صربستان و مونته‌نگرو بازی کرده‌است.